# USA 207

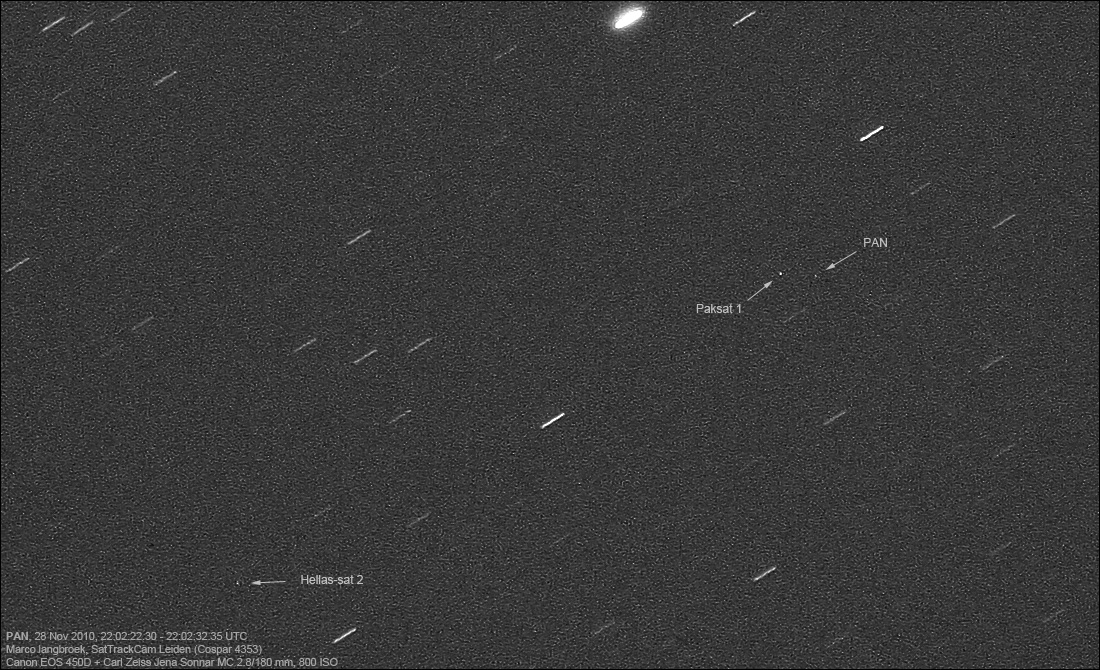
USA 207 in einer Langzeit-Aufnahme des Nachthimmels

USA 207, auch Palladium At Night (PAN) oder P360, ist ein US-amerikanischer Kommunikationssatellit. Die US-Regierung gab nicht bekannt, welche ihrer Geheimdienste den Satelliten betreiben.
Der dreiachsenstabilisierte Satellit wurde von Lockheed Martin gebaut und basiert auf dem A2100-Satellitenbus. Der Vertrag zum Bau von PAN wurde im Oktober 2006 geschlossen und der Start sollte ursprünglich 30 Monate später im März 2009 erfolgen.
USA 207 wurde am 8. September 2009 durch die United Launch Alliance mit einer Atlas V (401) (Seriennummer AV-018) vom Startkomplex 41 der Cape Canaveral AFS aus gestartet und trennte sich etwa zwei Stunden nach dem Start von der Rakete in eine Transferbahn von 13544 × 35400 km × 23,1°.